# (100930) 1998 MG9
(100930) 1998 MG9 es un asteroide perteneciente al cinturón de asteroides, región del sistema solar que se encuentra entre las órbitas de Marte y Júpiter, descubierto el 19 de junio de 1998 por el equipo del Lincoln Near-Earth Asteroid Research desde el Laboratorio Lincoln, Socorro, Nuevo México, Estados Unidos.

## Designación y nombre
Designado provisionalmente como 1998 MG9. 

## Características orbitales
1998 MG9 está situado a una distancia media del Sol de 2,335 ua, pudiendo alejarse hasta 2,833 ua y acercarse hasta 1,837 ua. Su excentricidad es 0,213 y la inclinación orbital 5,986 grados. Emplea 1303,63 días en completar una órbita alrededor del Sol.

## Características físicas
La magnitud absoluta de 1998 MG9 es 16,4. 